# HD14171
HD14171 — хімічно пекулярна зоря спектрального класу A1, що має видиму зоряну величину в смузі V приблизно  6,6.
Вона  розташована на відстані близько 470,6 світлових років від Сонця.

## Фізичні характеристики
Зоря HD14171 обертається 
порівняно повільно 
навколо своєї осі. Проєкція її екваторіальної швидкості на промінь зору становить  Vsin(i)= 26км/сек.

## Пекулярний хімічний вміст
Зоряна атмосфера HD14171 має підвищений вміст 
Cr
.